# Campionati francesi di sci alpino 2003
I Campionati francesi di sci alpino 2003 si svolsero a Les Menuires dal 19 al 23 marzo. Il programma ha incluso gare di discesa libera, supergigante, slalom gigante, slalom speciale e combinata, sia maschili sia femminili.
Trattandosi di competizioni valide anche ai fini del punteggio FIS, vi parteciparono anche sciatori di altre federazioni, senza che questo consentisse loro di concorrere al titolo nazionale francese.

## Risultati

### Uomini

#### Discesa libera
| Pos. | Atleta                   | Nazione  | Tempo   |
| ---- | ------------------------ | -------- | ------- |
| 1    | Antoine Dénériaz         | Francia  | 1:50,20 |
| 2    | Sébastien Fournier-Bidoz | Francia  | 1:50,52 |
| 3    | Beni Hofer               | Svizzera | 1:51,62 |
| 4    | Claude Crétier           | Francia  | 1:51,72 |
| 5    | Jürg Grünenfelder        | Svizzera | 1:51,75 |
| 6    | Yannick Bertrand         | Francia  | 1:51,91 |
| 6    | Marc Bottollier-Lasquin  | Francia  | 1:51,91 |
| 8    | Johan Clarey             | Francia  | 1:52,39 |
| 9    | Richard Gravier          | Francia  | 1:51,51 |
| 10   | Erik Seletto             | Italia   | 1:51,52 |

Data: 19 marzo

#### Supergigante
| Pos. | Atleta             | Nazione | Tempo   |
| ---- | ------------------ | ------- | ------- |
| 1    | Claude Crétier     | Francia | 1:28,71 |
| 2    | Johan Clarey       | Francia | 1:28,76 |
| 3    | Jeff Piccard       | Francia | 1:28,87 |
| 4    | Werner Heel        | Italia  | 1:28,90 |
| 5    | Christophe Saioni  | Francia | 1:29,02 |
| 6    | Benjamin Melquiond | Francia | 1:29,11 |
| 7    | Yannick Bertrand   | Francia | 1:29,21 |
| 8    | Robin Marullaz     | Francia | 1:29,32 |
| 9    | Stefan Thanei      | Italia  | 1:29,36 |
| 10   | Antoine Dénériaz   | Francia | 1:29,47 |

Data: 21 marzo

#### Slalom gigante
| Pos. | Atleta                         | Nazione   | Tempo   |
| ---- | ------------------------------ | --------- | ------- |
| 1    | Frédéric Covili                | Francia   | 2:07,98 |
| 2    | Joël Chenal                    | Francia   | 2:08,34 |
| 3    | Vincent Millet                 | Francia   | 2:08,91 |
| 4    | Jean-Pierre Vidal              | Francia   | 2:10,17 |
| 5    | Thomas Fanara                  | Francia   | 2:10,48 |
| 6    | Jeff Piccard                   | Francia   | 2:10,77 |
| 7    | Gauthier de Tessières          | Francia   | 2:10,99 |
| 8    | Cristian Javier Simari Birkner | Argentina | 2:11,01 |
| 9    | Raphaël Burtin                 | Francia   | 2:11,13 |
| 10   | Ian Piccard                    | Francia   | 2:11,18 |

Data: 23 marzo

#### Slalom speciale
| Pos. | Atleta             | Nazione     | Tempo   |
| ---- | ------------------ | ----------- | ------- |
| 1    | Jean-Pierre Vidal  | Francia     | 1:34,32 |
| 2    | Stéphane Tissot    | Francia     | 1:34,95 |
| 3    | Romain Valla       | Francia     | 1:35,77 |
| 4    | Richard Gravier    | Francia     | 1:36,05 |
| 5    | Nicolas Sauvage    | Francia     | 1:36,54 |
| 6    | Andrzej Bachleda   | Polonia     | 1:36,68 |
| 7    | Alexandre Anselmet | Francia     | 1:36,75 |
| 8    | Jono Brauer        | Australia   | 1:36,85 |
| 9    | James Leuzinger    | Regno Unito | 1:36,95 |
| 10   | Frédéric Covili    | Francia     | 1:38,38 |

Data: 22 marzo

#### Combinata
| Pos. | Atleta          | Nazione |
| ---- | --------------- | ------- |
| 1    | Richard Gravier | Francia |
| 2    | ?               | ?       |
| 3    | ?               | ?       |

### Donne

#### Discesa libera
| Pos. | Atleta                | Nazione | Tempo   |
| ---- | --------------------- | ------- | ------- |
| 1    | Mélanie Suchet        | Francia | 1:55,51 |
| 2    | Chloé Georges         | Francia | 1:56,10 |
| 3    | Marie Marchand-Arvier | Francia | 1:56,52 |
| 4    | Virginie Costerg      | Francia | 1:57,00 |
| 5    | Marie Aufranc         | Francia | 1:57,17 |
| 6    | Ingrid Jacquemod      | Francia | 1:57,20 |
| 7    | Raphaëlle Strub       | Francia | 1:57,33 |
| 8    | Florence Roujas       | Francia | 1:57,80 |
| 9    | Karine Meilleur       | Francia | 1:57,98 |
| 10   | Clothilde Weyrich     | Francia | 1:58,12 |

Data: 19 marzo

#### Supergigante
| Pos. | Atleta               | Nazione | Tempo   |
| ---- | -------------------- | ------- | ------- |
| 1    | Mélanie Suchet       | Francia | 1:31,72 |
| 2    | Carole Montillet     | Francia | 1:31,77 |
| 3    | Julie Duvillard      | Francia | 1:32,18 |
| 4    | Ingrid Jacquemod     | Francia | 1:32,65 |
| 5    | Magda Mattel         | Francia | 1:32,70 |
| 6    | Fujiko Sekino        | Francia | 1:33,03 |
| 7    | Aurélie Santon       | Francia | 1:33,44 |
| 8    | Anne-Laure Givelet   | Francia | 1:33,54 |
| 9    | Chloé Georges        | Francia | 1:33,61 |
| 10   | Marie Aufranc        | Francia | 1:33,88 |
| 10   | Alexandra Zimmermann | Francia | 1:33,88 |

Data: 21 marzo

#### Slalom gigante
| Pos. | Atleta              | Nazione | Tempo   |
| ---- | ------------------- | ------- | ------- |
| 1    | Raphaëlle Strub     | Francia | 2:24,40 |
| 2    | Kristina Duvillard  | Francia | 2:24,70 |
| 3    | Laurence Lazier     | Francia | 2:24,88 |
| 4    | Ingrid Jacquemod    | Francia | 2:26,49 |
| 5    | Audrey Peltier      | Francia | 2:26,54 |
| 6    | Sonia Viérin        | Italia  | 2:27,12 |
| 7    | Emmanuelle Colomban | Francia | 2:27,27 |
| 8    | Mélanie Suchet      | Francia | 2:28,11 |
| 9    | Anne-Laure Givelet  | Francia | 2:28,48 |
| 10   | Aurélie Santon      | Francia | 2:28,73 |

Data: 22 marzo

#### Slalom speciale
| Pos. | Atleta                  | Nazione   | Tempo   |
| ---- | ----------------------- | --------- | ------- |
| 1    | Laure Pequegnot         | Francia   | 1:40,64 |
| 2    | Christel Pascal         | Francia   | 1:42,15 |
| 3    | Raphaëlle Strub         | Francia   | 1:45,28 |
| 4    | Sandrine Aubert         | Francia   | 1:45,94 |
| 5    | Laurence Lazier         | Francia   | 1:46,67 |
| 6    | Valérie Cornu           | Francia   | 1:46,83 |
| 7    | Hélène Richard          | Francia   | 1:47,62 |
| 8    | Claire Dautherives      | Francia   | 1:48,37 |
| 9    | Marie Marchand-Arvier   | Francia   | 1:48,60 |
| 10   | Macarena Simari Birkner | Argentina | 1:49,34 |

Data: 23 marzo

#### Combinata
| Pos. | Atleta          | Nazione |
| ---- | --------------- | ------- |
| 1    | Raphaëlle Strub | Francia |
| 2    | ?               | ?       |
| 3    | ?               | ?       |